# 후리망골항
후리망골항은 경상남도 남해군 창선면 대벽리, 단항마을 인근에 있는 어항이다. 2002년 8월 6일 어촌정주어항으로 지정하여 관리하고 있다. 시설관리자는 남해군수이다.

## 어항 연혁
- 마을앞 바다가 만으로 되어 있어 수심이 얕고 암초나 바위가 없어 후리어장을 하기에 적합하여 후리망골이라 불리고 있다.

## 어항 시설
- 선착장 L=146m, B=5.0m, 물량장 L=28m, B=36m

## 주요 어종
- 도다리, 노래미, 볼락, 낙지, 주꾸미, 장어 등